# Engelen (plaats)
Engelen (Brabants: Engele) is een dorpskern in de gemeente 's-Hertogenbosch, in de Nederlandse provincie Noord-Brabant. Deze dorpskern ligt aan de Dieze en het Diezekanaal.

## Geschiedenis
Uit archeologisch onderzoek is gebleken dat er al in de IJzertijd bewoning was op de plaats van het huidige Engelen. Echter werd pas in 815 melding gedaan van het dorp Angrisa, het huidige Engelen. Dit document werd overgeschreven in de Codex Laureshamensis, uit omstreeks 1180, waarin sprake is van een schenking door de Frankische edelman Alfger van bezittingen in Engelen en wijde omgeving aan de abdij van Lorsch. We mogen aannemen dat het document op een vervalsing berust. In 1147 werden de bezittingen overgedragen aan het Kapittel van Luik, hetgeen bekrachtigd werd door paus Eugenius III.

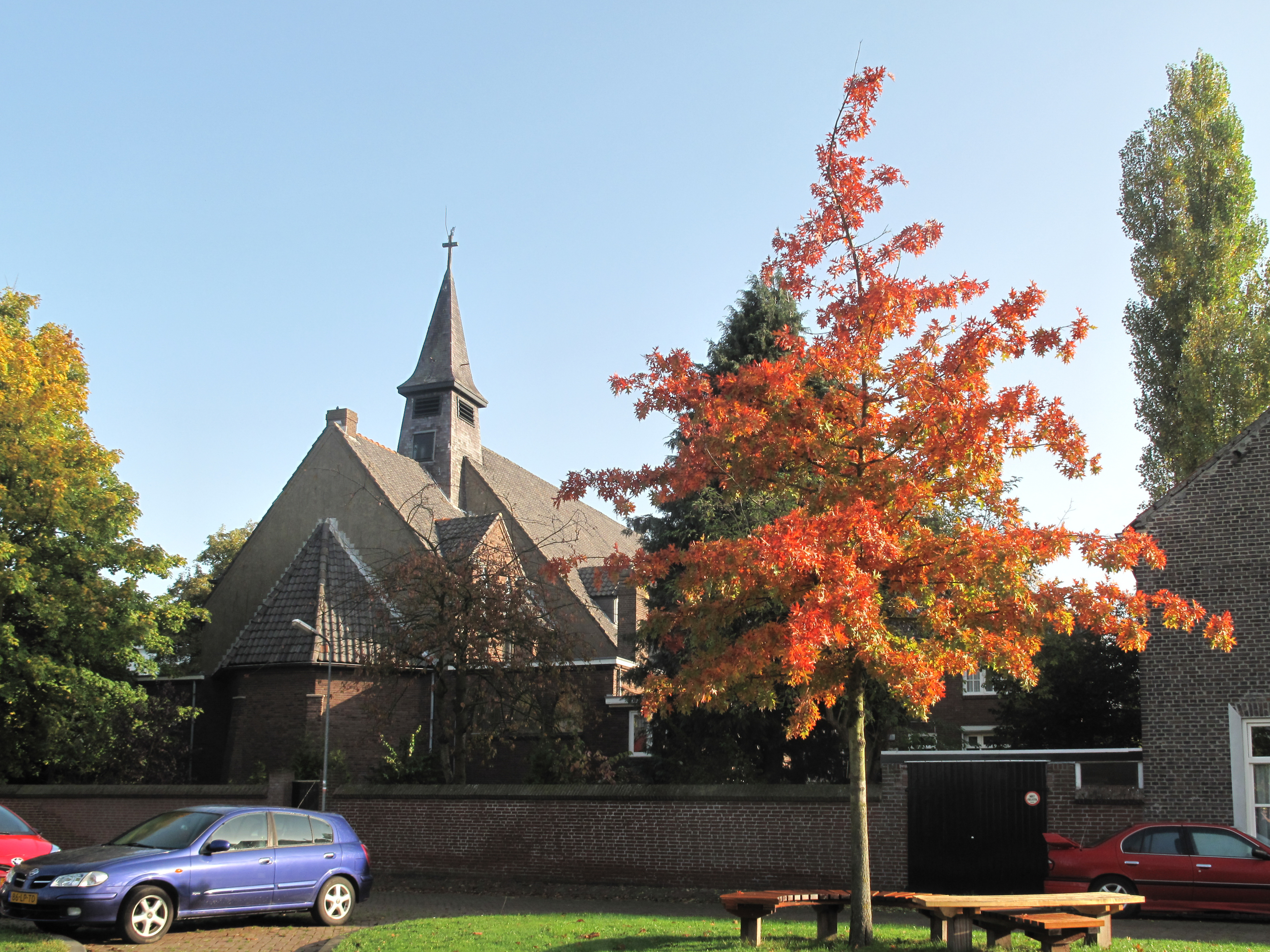
Engelen, de Sint-Lambertuskerk

Engelen hoorde sinds de 15e eeuw meestal bij het Graafschap Holland. Feitelijk was het een grensplaats, hetgeen nogal eens aanleiding gaf tot schermutselingen. Het gebied van Engelen lag strategisch en daarom werden er tijdens de Tachtigjarige Oorlog een aantal versterkingen aangelegd, zoals Fort Crèvecoeur en de Engeler Schans. In 1587 vond een veldslag om deze schans plaats waarbij een groot deel van het dorp, inclusief de kerk, verwoest werd. Engelen was in 1629 een steunpunt voor de Staatsen bij het Beleg van 's-Hertogenbosch. In 1805 kwam Engelen bij het Bataafs-Brabant, een onderdeel van de Bataafse Republiek, in 1806 werd het door Napoleon bij het Franse Keizerrijk gevoegd, als deel van het departement Monden van de Rijn (Bouches du Rhin). In 1818 kwam Engelen bij de vastlegging van de nieuwe provinciegrenzen in het Verenigd Koninkrijk der Nederlanden bij de provincie Noord-Brabant. De inwoners waren toen in meerderheid katholiek en spraken een Brabants dialect.
Tot 1821 maakte Engelen deel uit van de gemeente Vlijmen en Engelen, daarna was het een zelfstandige gemeente. In 1826 haalde de toenmalige pastoor Vam Hooff, die norbertijn was, de zusters van JMJ naar Engelen, die er een meisjespensionaat oprichtten. De huidige gebouwen aan de Graaf van Solmsweg stammen in eerste beginsel uit 1829 en in 1953 werd het internaat gesloten, waarop het werd omgebouwd tot appartementencomplex.
Vanuit economisch oogpunt was de nabijheid van de Dieze en Maas van groot belang. Het dorp werd met een ringdijk beschermd. Reeds in de 15e en 16e eeuw waren er steenbakkerijen langs de Maas. Deze veldovens fabriceerden bakstenen ten behoeve van de nabijgelegen stad 's-Hertogenbosch. In de 18e en 19e eeuw waren er zogenaamde togers. Dezen trokken schepen van de Maas naar 's-Hertogenbosch en terug. De komst van het stoomschip maakte een einde aan deze activiteit. Wél kwam er toen een raderstoomboot die de verbinding verzorgde met 's-Hertogenbosch en andere steden.
In 1922 werd Bokhoven bij de gemeente Engelen gevoegd. In oktober 1944 vond er een rampzalige beschieting plaats door geallieerd geschut vanuit Orthen. Daarbij werden bij vergissing 18 terugkerende evacués uit Engelen gedood en gezamenlijk begraven in een massagraf. Het kruis markeert de plaats van het graf dat daar nog aanwezig is. Tijdens de bevrijding is ook grote schade aan het dorp toegebracht.
In 1971 werd de gemeente geannexeerd door de gemeente 's-Hertogenbosch. De gemeente beschouwt Engelen als een stadsdeel dat verdeeld is in zes wijken. Ten noorden van Engelen bevindt zich de kastelenbuurt Haverleij.

## Bezienswaardigheden
Opvallend is het feit dat het dorp naar het water is gekeerd. Dit water is de Dieze.
- Protestantse kerk, uit het einde van de 15e eeuw
- Sint-Lambertuskerk, uit 1933
- Engeler Schans
- Het Voormalig pensionaat aan de Graaf van Solmsweg is een bouwwerk dat in 1828 gesticht is door de norbertijn Jacobus van Hooff, pastoor in Engelen van 1820-1841. Het onderwijs werd gegeven door de Zusters van JMJ vanaf 1829 tot de sluiting in 1953.

Zie ook:
- Lijst van rijksmonumenten in Engelen
- Lijst van gemeentelijke monumenten in Engelen

## Natuur en landschap
Engelen ligt in het rivierkleigebied van de Maas en in de nabijheid van enkele andere waterwegen, met name de Dieze, de Oude Dieze en het Diezekanaal. In de nabijheid liggen enkele militaire oefenterreinen, een rioolwaterzuiveringsinstallatie en in het zuiden een bedrijventerrein, De Vutter geheten. Ten zuidwesten van Engelen ligt het Engelermeer, wat met zijn omgeving een natuurgebied en een recreatieterrein is.

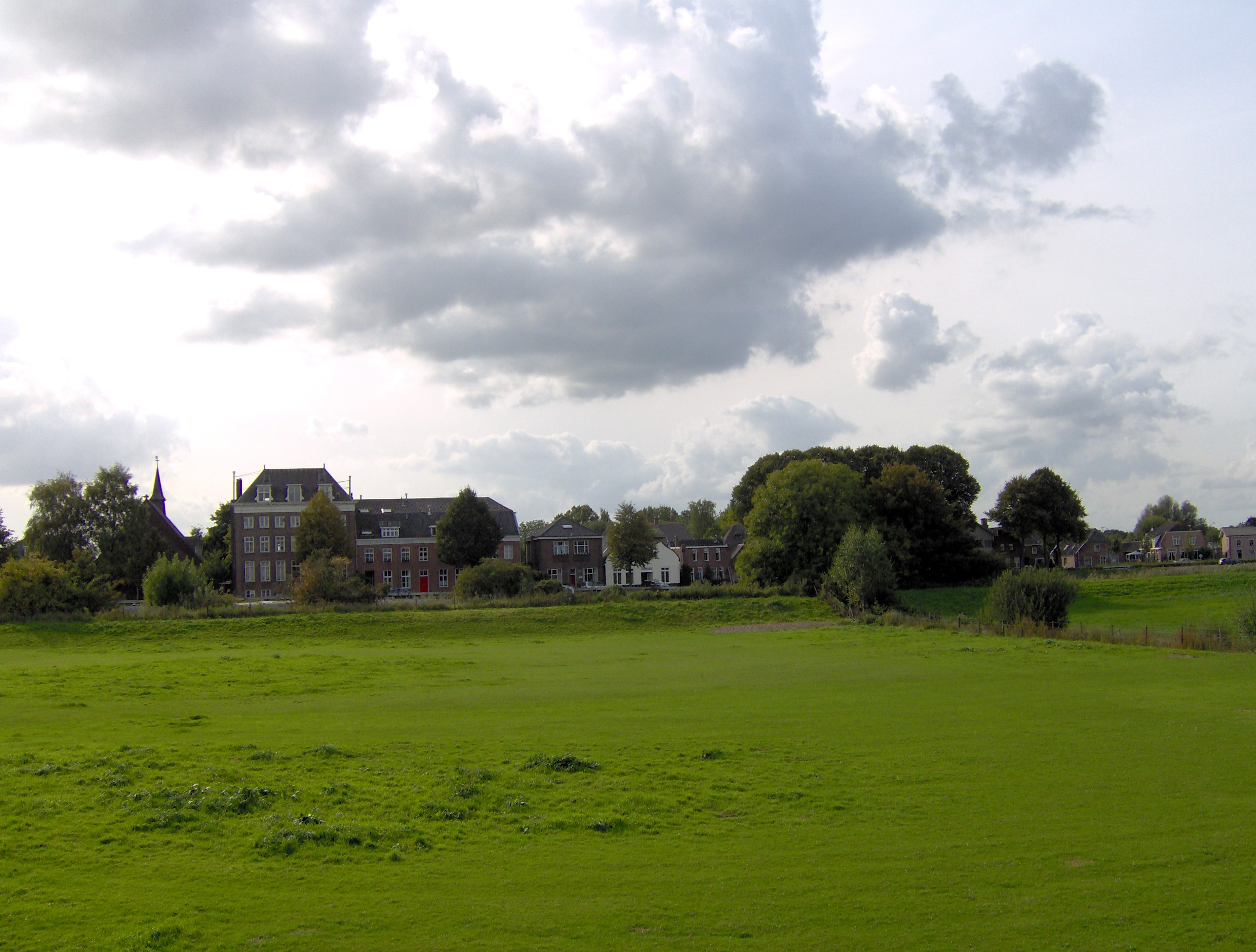
Gezicht op Engelen
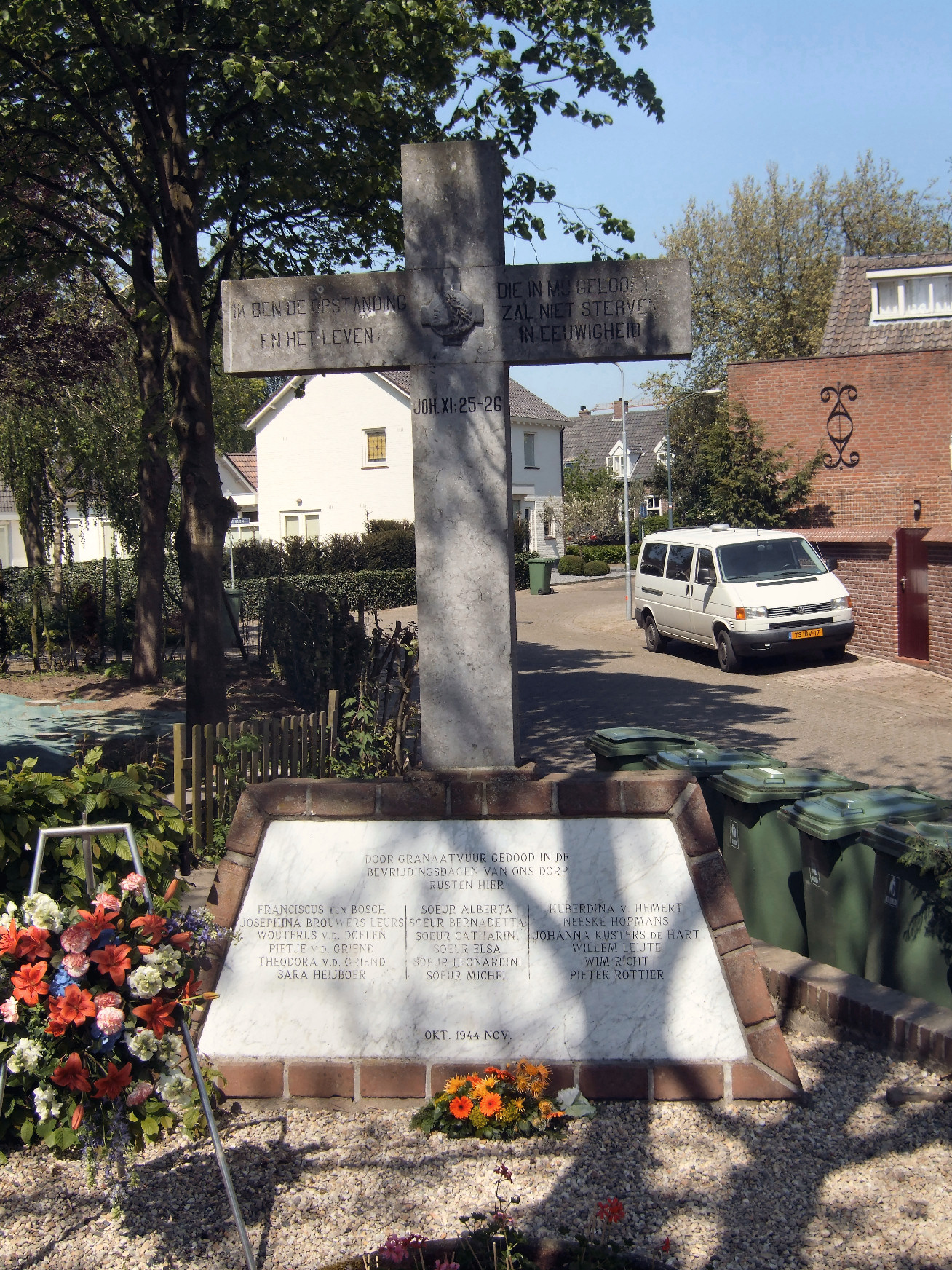
Herinneringskruis beschieting van evacués
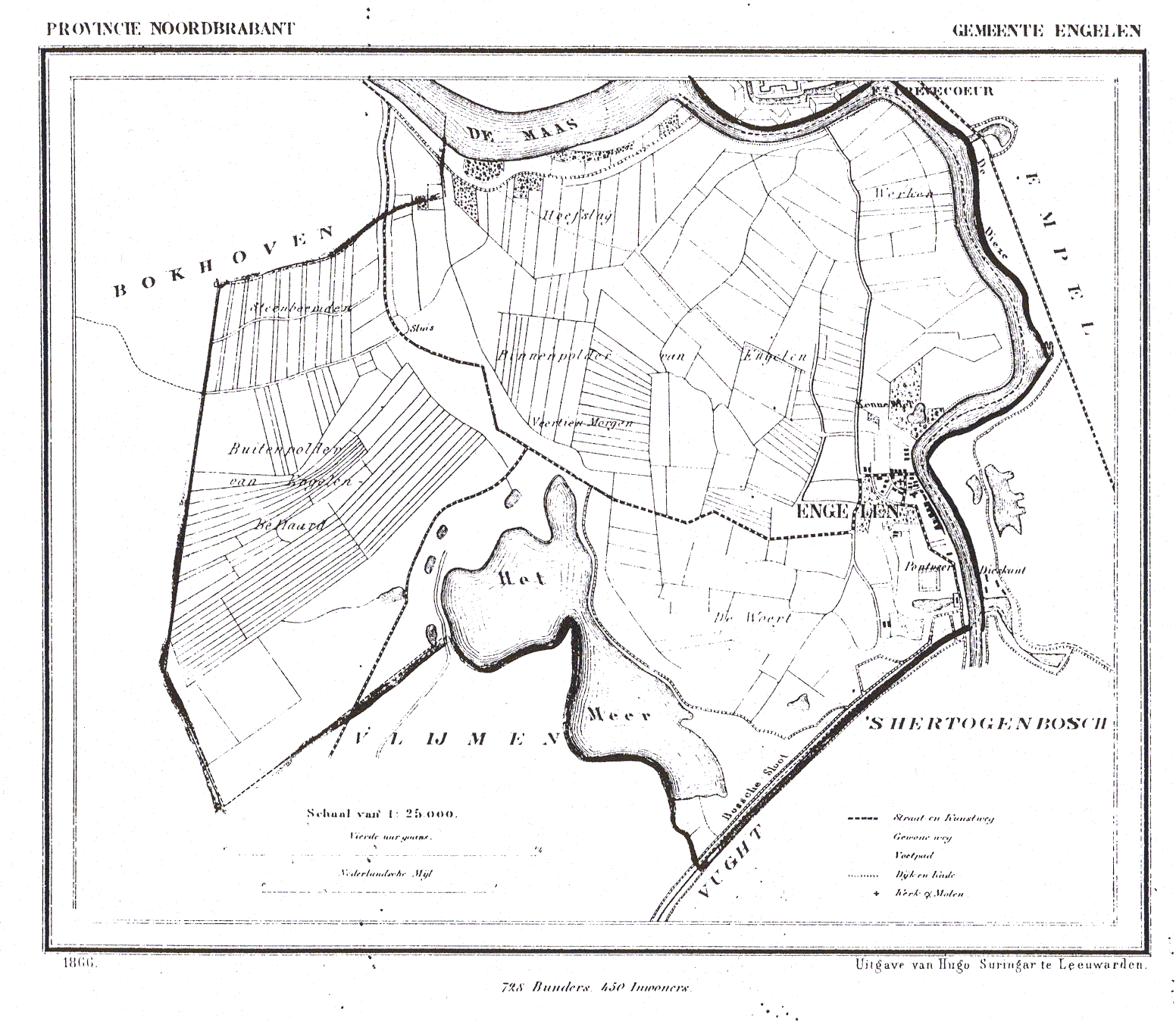
Engelen in 1866

## Nabijgelegen kernen
- Bokhoven, Vlijmen, 's-Hertogenbosch

## Geboren in Engelen
- Johannes Tak van Poortvliet (1839-1904), politicus
- Vera Vorstenbosch (1987), hockeyster